# 304年
| 千纪： | 1千纪                                                                                           |
| 世纪： | 3世纪 \| 4世纪 \| 5世纪                                                                         |
| 年代： | 270年代 \| 280年代 \| 290年代 \| 300年代 \| 310年代 \| 320年代 \| 330年代                       |
| 年份： | 299年 \| 300年 \| 301年 \| 302年 \| 303年 \| 304年 \| 305年 \| 306年 \| 307年 \| 308年 \| 309年 |
| 纪年： | 甲子年（鼠年）；西晋永安元年，建武元年，永兴元年；成汉建初二年，建兴元年；前赵元熙元年          |

## 大事记
- 中国
  - 李雄占据成都，称王，建立成汉；刘渊称王，建立前赵，十六国时期开始。
  - 西晉平定張昌之亂。
  - 長沙王司馬乂被東海王司馬越等所捕並送交司馬顒部將張方燒死，成都王司馬穎入城升任丞相，後被封為皇太弟，在鄴城遙控政府，司馬越加守尚書令，與右衛將軍陳眕及長沙故將上官巳等圖謀討伐司馬穎。
  - 東海王司馬越以晉惠帝詔為名北征鄴，自任大都督，但於蕩陰被司馬穎將領石超擊敗，嵇紹捨身保衛晉惠帝而身亡，晉惠帝被石超帶到司馬穎根據地鄴城，司馬越投奔下邳，但徐州都督、東平王司馬楙拒絕接納，最後逃回封國東海國。
  - 蕩陰大戰後不久，東嬴公司馬騰和安北將軍王浚等就起兵討伐司馬穎，劉淵趁機向司馬穎建議讓他回匈奴五部領部眾支援司馬穎，共同抵抗司馬騰和王浚的討伐部隊。
  - 劉淵被司馬騰盟友拓跋猗㐌和拓跋猗盧擊敗，同時司馬穎亦因受不住王浚大軍的進逼而棄守鄴城，帶晉惠帝逃回洛陽，劉淵決定不援救司馬穎，遷至左國城，十一月以自己祖先與漢朝宗室劉氏約為兄弟而自稱漢王，建國號漢，史稱漢趙，司馬騰派將軍聶玄討伐，但遭劉淵於大陵擊敗，劉淵派劉曜先後攻陷太原、泫氏、屯留、長子、中都[需要消歧义]等地方。
  - 司馬穎帶晉惠帝逃回洛陽後，留鎮洛陽的張方擁兵專制朝政，又逼惠帝駕幸長安，太宰司馬顒讓晉惠帝下詔，要立遠在東海的司馬越為太傅，要司馬越到長安與司馬顒共同輔政。司馬越不受。

## 逝世
- 圣弗罗瑞安，天主教圣人（约逝世于304年，出生年月不祥）
- 聖才林，罗马主教，教宗（出生年月不祥）
- 波菲利，叙利亚哲学家（约逝世于304年，约出生于234年）
- 司馬乂，西晉八王之亂中其中一王。晉武帝司馬炎第六子、晉惠帝及楚王司馬瑋之弟、成都王司馬穎及晉懷帝之兄、晉愍帝之伯父。谥曰長沙厲王。
- 司馬繇，西晋东安王，琅邪王司马伷三子，晋元帝司马睿叔父，诸葛诞外孙，晋惠帝起兵讨伐司马颖时，司马繇力劝司马颖投降。但是司马颖很快击败朝廷军队，反而忌恨司马繇，将其处死。
- 张昌，西晋义阳郡（治今河南新野）少數民族，西晉時張昌之亂的發起者。
- 嵇紹，其父為竹林七賢之一的嵇康。因在八王之乱中捨身保衛晉惠帝而身亡，因而被晋朝作为忠臣颂扬，位列《晋书·忠义传》之首。